# 1-й штурмовой авиационный корпус
1-й штурмовой авиационный Кировоградский корпус (1-й шак) — авиационное соединение Военно-Воздушных сил РККА, принимавшее участие в боевых действиях Великой Отечественной войны.

## Наименования корпуса

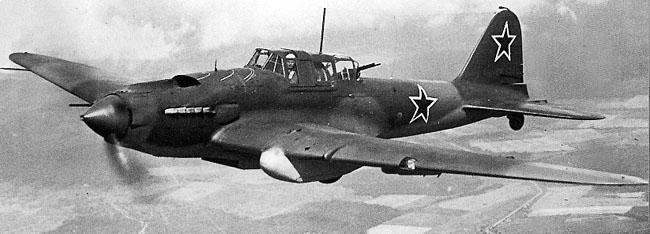
Самолёт корпуса Ил-2

- 2-я истребительная авиационная армия;
- 1-й штурмовой авиационный корпус;
- 1-й штурмовой авиационный Кировоградский корпус;
- 1-й гвардейский штурмовой авиационный Кировоградский корпус[1];
- 1-й гвардейский штурмовой авиационный Кировоградский Краснознамённый орденов Суворова и Кутузова корпус;
- 1-й гвардейский штурмовой авиационный Кировоградско-Берлинский Краснознамённый орденов Суворова и Кутузова корпус;
- 60-й гвардейский штурмовой авиационный Кировоградско-Берлинский Краснознамённый орденов Суворова и Кутузова корпус[2].

## Создание корпуса
1-й штурмовой авиационный корпус сформирован Приказом НКО СССР на базе 2-й истребительной авиационной армии
Выписка из Приказа

1. Сформировать и иметь в резерве Ставки Верховного Главнокомандования:…
б) 1-й штурмовой авиационный корпус в составе:
Управления авиакорпуса по штату № 015/281, 121-го батальона связи по штату № 015/215, 292, 290 и 266-й авиационных дивизий каждая в составе трёх штурмовых и одного истребительного авиаполка по 32 самолёта каждый.
1-й штурмовой авиакорпус дислоцировать в районе Юркино, Дмитров.
3. В составе истребительных и штурмовых авиаполков иметь по три эскадрильи, состоящих из двух звеньев по 4 самолёта и 2 самолётов командира и военного комиссара эскадрильи. В звене управления полка иметь 2 самолёта, предназначенных для командира полка и военного комиссара полка.
4. 1-ю и 2-ю истребительные и 1-ю бомбардировочную авиаармии — расформировать. Личный состав и имущество обратить на укомплектование формируемых авиакорпусов.
5. Авиационные корпуса включить в состав действующей армии….
11. Назначить:
Командиром 1-го штурмового авиакорпуса генерал-майора авиации Рязанова В. Г.
Командиром 290-й штурмовой авиадивизии подполковника Мироненко П. И.
Командиром 263-й бомбардировочной авиадивизии полковника Добыш Ф. И.
Командиром 266-й штурмовой авиадивизии подполковника Радякина Ф. Г.— Приказ НКО СССР № 00196 от 10 сентября 1942 года

## В действующей армии
С 17 октября 1942 года по 5 февраля 1944 года, всего 477 дней

## В составе объединений
| Объединение                                 | Период                  |
| ------------------------------------------- | ----------------------- |
| авиация Резерва Ставки ВГК                  | 10.09.1942 — 17.10.1942 |
| 3-я воздушная Армия Калининского фронта     | 17.10.1942 — 04.1943    |
| 2-я воздушная армия Воронежского фронта     | 04.1943 — 19.07.1943    |
| 5-я воздушная армия Степного фронта         | 19.07.1943 — 20.10.1943 |
| 5-я воздушная армия 2-го Украинского фронта | 20.10.1943 — 05.02.1944 |

## Соединения, части и отдельные подразделения корпуса

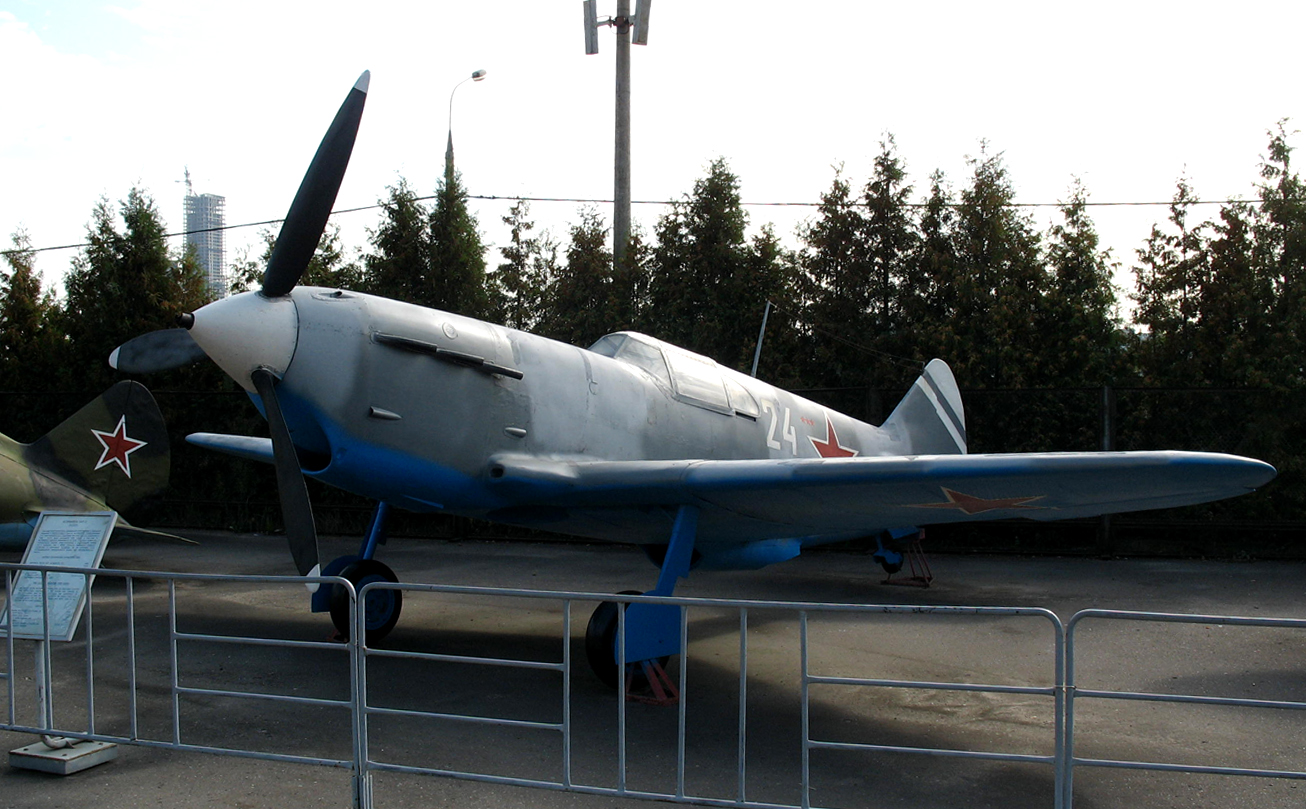
Истребитель ЛаГГ-3 203-й иад

- 203-я истребительная авиационная Знаменская дивизия (с 15.08.1943 г.)
  - 247-й истребительный авиационный полк (Як-1)
  - 270-й истребительный авиационный полк (Як-1)
  - 516-й истребительный авиационный полк (Як-1)
- 266-я штурмовая авиационная дивизия
  - 66-й штурмовой авиационный полк (Ил-2)
  - 673-й штурмовой авиационный полк (Ил-2)
  - 735-й штурмовой авиационный полк (Ил-2)
  - 133-й истребительный авиационный полк (Як-7б, до 15.12.1942 г.)
- 292-я штурмовая Красноградская авиационная дивизия
  - 667-й штурмовой авиационный полк (Ил-2)
  - 800-й штурмовой авиационный полк (Ил-2)
  - 820-й штурмовой авиационный полк (Ил-2)
  - 427-й истребительный авиационный полк (Як-1, до 19.03.1943 г.)
- 386-я отдельная авиационная эскадрилья связи
- 261-я отдельная рота связи
- 72-й отдельный взвод земного обеспечения самолётовождения
- 49-й отдельный взвод аэрофотослужбы
- 2168 военно-почтовая станция

Состав корпуса менялся в зависимости от выполняемых задач путём усиления корпуса дополнительными дивизиями:
- 264-я штурмовая авиационная дивизия (с 1 декабря 1942 года по 1 января 1943 года)
- 290-я штурмовая авиационная дивизия (с момента формирования до 1 января 1943 года)

## Командиры корпуса
- Генерал-майор авиации Рязанов Василий Георгиевич — с 10 сентября 1942 года по 17 марта 1943 года,
- Генерал-лейтенант авиации Рязанов Василий Георгиевич — с 17 марта 1943 года по 5 февраля 1944 года

Начальники штаба корпуса
- Полковник Брайко Пётр Игнатьевич (1942—1943)
- Генерал-майор авиации Парвов Александр Алексеевич (с июля 1943 года)

Военные комиссары корпуса
- Бригадный комиссар Беляков Иван Семёнович

## Боевой путь корпуса
7 января 1943 года Приказом Верховного Главнокомандующего за овладение городом Великие Луки личному составу корпуса была объявлена благодарность.
В начале октября 1943 года с расширением плацдарма на правом берегу Днепра управление авиакорпуса было переброшено в Пальмиру.
В операции по форсированию Днепра в октябре 1943 года корпус хорошо выполнил поставленные задачи. Над полем боя группы штурмовиков управлялись лично командиром корпуса по радио с наблюдательного пункта наземной армии. Экипажи и звенья направлялись туда, где противник оказывал наибольшее сопротивление, откуда подходили его резервы. Лётный состав, имевший большой опыт боевой работы, накопленный в ходе Белгородско-Харьковской операции и боев на левобережье Днепра, показал высокое боевое мастерство, мужество и отвагу в сражениях с противником. В октябре лётный состав авиакорпуса произвёл 3070 боевых вылетов. Бомбоштурмовыми ударами лётчики и воздушные стрелки уничтожили и повредили 242 танка, 936 автомашин, 23 батареи полевой и зенитной артиллерии, 36 железнодорожных вагонов, 20 складов с боеприпасами, 22 самолёта на аэродромах, 5 паровозов, 12 автоцистерн, уничтожили сотни солдат и офицеров. В воздушных боях ими было сбито 29 самолётов.

Лётчики корпуса Рязанова были лучшими штурмовиками, каких я только знал за весь период войны.
— Дважды Герой Советского Союза  Маршал Советского Союза  Конев И.С.  Записки командующего фронтом 1943-1945. 3-е издание -  М: Воениздат, 1982.- С. 472.
«Приказ войскам 5-й гвардейской армии. Личный состав 1-го штурмового авиакорпуса в период летних, осенних и зимних наступательных операций 1943—1944 гг. покрыл себя неувядаемой славой, показал образцы отваги и мужества. В боях за освобождение Харькова, Полтавы, Александрии, Знаменки, Кировограда личный состав корпуса показал беззаветную преданность нашей Родине, проявил героизм, самоотверженность и своей работой содействовал успешному выполнению поставленных задач перед войсками 5-й гвардейской армии. Военный совет 5-й гвардейской армии от всего личного состава войсковых частей и соединений поздравляет героических лётчиков с присвоением корпусу гвардейского звания и особо отличившихся в боях за освобождение Родины от немецко-фашистских оккупантов награждает ценными подарками: подполковника Г. У. Чернецова, капитанов В. Т. Верёвкина, Б. В. Лопатина, С. Д. Пошивальникова, М. И. Степанова, Н. В. Буряка, старших лейтенантов И. Ф. Андрианова и Н. И. Лошака. Военный совет уверен в том, что корпус в предстоящих боях с честью оправдает высокое звание и нанесёт ещё больше смертельных ударов по немецко-фашистским оккупантам».

Командующий 5-й гвардейской армией генерал-лейтенант А. С. Жадов"
Телеграмма командующего 5-й гвардейской танковой армией генерал-полковника танковых войск П. А. Ротмистрова на имя генерала В. Г. Рязанова: «От всей души поздравляю Вас и Ваших славных соколов с преобразованием корпуса в гвардейский. В наступательных боях 1943—1944 гг. под Белгородом, Харьковом, Пятихаткой, Кировоградом сложилось тесное взаимодействие и боевое содружество гордых соколов нашей Родины с танкистами. Благодарю за большую помощь, оказанную Вашими частями танкистам в выполнении боевых приказов. Желаю новых успехов во славу советской гвардии»
Боевой путь корпуса составил 4500 километров, начиная от Москвы и до Праги. При этом ни один полк корпуса не выводился за все время боевых действий на отдых и переформирование.

## Участие в операциях и битвах
- Великолукская операция с 24 ноября 1942 года по 20 января 1943 года.
- Демянская операция с 15 февраля 1943 года по 28 февраля 1943 года.
- Белгородско-Харьковская операция (Румянцев) с 3 августа 1943 года по 23 августа 1943 года.
- Кировоградская операция с 5 января 1944 года по 16 января 1944 года.
- Корсунь-Шевченковская операция с 24 января 1944 года по 5 февраля 1944 года.

15 октября 1942 года корпус был включён в 3-ю воздушную армию Калининского фронта. В ноябре 1942— январе 1943 года участвовал в Великолукской наступательной операции, поддерживая войска 3-й ударной армии. В феврале 1943 года корпус в составе 6-й воздушной армии Северо-Западного фронта поддерживал наступление войск 1-й ударной и 53-й армий при ликвидации демянского плацдарма противника. В конце марта 1943 был передан в состав 2-й воздушной армии Воронежского фронта. В апреле—июне неоднократно наносил мощные удары по аэродромам противника в районе Харькова, вёл боевые действия по срыву перевозок противника, нанося бомбоштурмовые удары по узлам железных и шоссейных дорог. В июле — августе 1943 года в составе 2-й, с 13 авг. 5-й воздушной армий принимал участие в битве под Курском. В ходе оборонительного сражения соединения корпуса наносили сосредоточенные удары по атакующим танкам и пехоте противника, его резервам, поддерживали контратаки и контрудары войск Воронежского фронта.
С началом и в ходе контрнаступления осуществляли авиационную поддержку 6-й и 7-й гвардейских, 53, 57, 69-й общевойсковых и 1-й танковой армий. В сентябре 1943 корпус принимал участие в битве за Днепр, поддерживая войска Степного фронта при форсировании Днепра, захвате и расширении плацдармов на правом берегу реки. В октябре 1943 — январе 1944 года участвовал в наступательных операциях Степного (с 20 окт. 1943 года 2-го Украинского) фронта на криворожском, кировоградском и черкасском направлениях.
8 января 1944 года за отличие в боях при овладении войсками фронта г. Кировоград корпус был удостоен почётного наименования «Кировоградского», а за высокое боевое мастерство, дисциплинированность, организованность и героизм личного состава преобразован в 1-й гвардейский штурмовой авиационный корпус (5 февраля 1944 года). Войну закончил, как 1-й гвардейский штурмовой авиационный Кировоградско-Берлинский Краснознамённый орденов Суворова и Кутузова корпус.

## Гвардейские части
- 1-й Кировоградский штурмовой авиационный корпус переименован в 1-й гвардейский Кировоградский штурмовой авиационный корпус[1]
- 203-я Знаменская истребительная авиационная дивизия переименована в 12-ю гвардейскую Знаменскую истребительную авиационную дивизию[1]
- 266-я Полтавская штурмовая авиационная дивизия переименована в 8-ю гвардейскую Полтавскую штурмовую авиационную дивизию[1]
- 292-я Красноградская штурмовая авиационная дивизия переименована в 9-ю гвардейскую Красноградскую штурмовую авиационную дивизию[1]
- 66-й Киевский штурмовой авиационный полк переименован в 140-й гвардейский Киевский штурмовой авиационный полк[1]
- 247-й истребительный авиационный полк переименован в 156-й гвардейский истребительный авиационный полк[1]
- 270-й истребительный авиационный полк переименован в 152-й гвардейский истребительный авиационный полк[1]
- 516-й истребительный авиационный полк в переименован в 153-й гвардейский истребительный авиационный полк[1]
- 667-й штурмовой авиационный полк переименован в 141-й гвардейский штурмовой авиационный полк[1]
- 673-й штурмовой авиационный полк переименован в 142-й гвардейский штурмовой авиационный полк[1]
- 735-й штурмовой авиационный полк переименован в 143-й гвардейский штурмовой авиационный полк[1]
- 800-й штурмовой авиационный полк переименован в 144-й гвардейский штурмовой авиационный полк[1]
- 820-й штурмовой авиационный полк переименован в 155-й гвардейский штурмовой авиационный полк[1]
- 386-я отдельная авиационная эскадрилья связи переименована в 4-ю гвардейскую отдельную авиационную эскадрилью связи[1]

## Почётные наименования
- 1-му штурмовому авиационному корпусу присвоено почётное наименование «Кировоградский»[4]
- 203-й истребительной авиационной дивизии присвоено почётное наименование «Знаменская»[5]
- 266-й штурмовой авиационной дивизии присвоено почётное наименование «Полтавская»[6]
- 292-й штурмовой авиационной дивизии присвоено почётное наименование «Красноградская»[7]
- 66-му штурмовому авиационному полку присвоено почётное наименование «Киевский»[8]

## Награды и почётные наименования
| Дата     | Поощрение             | Наименование        | Приказ           | Примечание |  |
| -------- | --------------------- | ------------------- | ---------------- | --- |  |
| 08.01.44 | почётное наименование | «Кировоградский»    | Приказ ВГК       | За массовый героизм, отвагу и мужество личного состава, проявленные в Кировоградской операции                                       |  |
| 05.02.44 | гвардейское звание    | 1-й гвардейский ШАК | Приказ НКО № 016 | За боевые отличия, стойкость и массовый героизм личного состава, проявленные в Курской битве и в сражениях на Правобережной Украине |  |

Около 6 тысяч авиаторов соединения отмечены орденами и медалями, 94 присвоено звание Героя Советского Союза, дважды этого звания удостоены В. И. Андрианов, Т. Я. Бегельдинов, С. Д. Луганский, И.X. Михайличенко, М. П. Одинцов, В. Г. Рязанов и Н. Г. Столяров.

## Герой Советского Союза
- Рязанов Василий Георгиевич, генерал-лейтенант авиации, командир 1-го штурмового авиационного корпуса 5-й воздушной армии 22 февраля 1944 года Указом Президиума Верховного Совета СССР удостоен звания Герой Советского Союза. Золотая Звезда № 1467.

## Книги по истории корпуса
- Донченко Семен Алексеевич. Флагман штурмовой авиации / Лит. запись Л. Ф. Юдина. — Киев: Политиздат Украины, 1988. — 224 с., 8 л. ил. с.